# Génesis (Planeta)
Planeta aparecido en la tercera de la saga de películas de Star Trek Star Trek III: En busca de ''Spock''. 

## Argumento
En un principio es un planeta muerto al que se envía el dispositivo génesis tras lo cual no sólo evoluciona la vida sino que el cuerpo inerte de Spock vuelve a nacer. El experimento resulta ser un fracaso total ya que la vida generada en la superficie del mismo es totalmente inestable al evolucionar a velocidades vertiginosas, ocurriendo igualmente con el planeta en sí. 
El Sr Spock pasa del estado embrionario al estado adulto en un periodo brevísimo de tiempo, al igual que el planeta.